# Klímaadaptáció
A klímaadaptáció (klímaalkalmazkodás) az a folyamat, amelynek során az egyének, közösségek és országok alkalmazkodnak a klímaválság hatására a már bekövetkezett vagy várható változásokhoz.
A klímaadaptáció kiindulópontja annak elfogadása, hogy a klímaválság hatásai korábban nem látott, már a jelenben súlyos hatásokkal járó kihívások elé állítják az emberiséget, hiszen az átlaghőmérséklet emelkedése, az extrém időjárási események gyakoribbá válása, a tengerszint-emelkedés és a természeti erőforrások kimerülése mind súlyosan érintik az élővilágot.
A klímaadaptáció jelenleg háttérbe szorul a klímaváltozással és annak hatásaival kapcsolatos diskurzosokban. Helyette a klímaváltozást folyamatának mérséklésére tett erőfeszítések (vagy épp azok hiányai) vannak előtérben, holott mind az üvegházhatású gázok kibocsátásának csökkentésére (mitigáció), mind a hatások csökkentésére (adaptáció) szükség van.

## A klímaadaptáció célja
A klímadaptáció reagál a fenti kihívásokra, azaz az alkalmazkodással és az ellenállóképesség növelésével igyekszik minimalizálni a klímaváltozás negatív hatásait. 
Az adaptáció az emberek és közösségek védelmét szolgálja, ezen belül is különösen a legszegényebb és legsebezhetőbb csoportokét, célja a klímaválság életkörülményeinkre, a gazdaságunkra és a környezetünkre gyakorolt káros hatásainak csökkentése.

## Klímaadaptáció az Európai Unióban
Az Európai Bizottság 2021-ben fogadta el az éghajlatváltozás hatásaihoz való alkalmazkodásról szóló stratégiát, amelynek előzménye egy 2013-as stratégia. A két stratégia között lényegi különbség, hogy míg a korábbi a leginkább sebezhető ágazatokra fókuszált, az új általános, a kormányzás minden szintjén megjelenő, azonnali azonnali cselekvést sürget. 
Ennek érdekében három fő célt határoz meg: intelligensebb alkalmazkodás, szisztematikusabb alkalmazkodás, gyorsabb alkalmazkodás.
Az Európai Unió ezért a 2021–2027 közötti időszakra vonatkozóan hosszú távú költségvetésének 30 százalékát (mintegy 625 milliárd eurót) különítette el az éghajlatváltozással kapcsolatos ráfordításokra. Ez 10 százalékkal haladja meg a 2014–2020 közötti elkülönített összeget.

## A klímadaptáció módjai
A klímaadaptáció számos területet érint. Ide tartozik többek között az infrastruktúra fejlesztése az extrém időjárási eseményekre való felkészülés érdekében, a vízkészletek megőrzését és a jobb vízgazdálkodást célzó fejlesztések, a mezőgazdasági termelési rendszerek átalakítása, a településtervezési, ezen belül kiemelten a várostervezési gyakorlat módosítása és az egészségügyi rendszerek megerősítése.

### Vízmegtartás
A szivacsváros egy olyan városi tervezési és fejlesztési koncepció, amely nem elvezeti, hanem visszatartja a keletkező esővizet. A rendszer alapja az esővíz gyűjtése, visszatartása a helyi zöldfelület számára hasznosítható módon, természetes szűrése, a lefolyás lassítása, ahelyett, hogy azonnal elvezetnék azt a csatornarendszeren keresztül a folyókba vagy tengerbe.
Ez a megoldás csökkenti az extrém esőzések káros hatásait azzal, hogy megóvja a csatornarendszert a túlterheléstől, csökkenti a zöldfelületek fenntartási költségeit, a magas minőségű, vízzel jól ellátott zöldfelületek pedig csökkentik a városi hőszigetek hőmérsékletét.
Ennek mezőgazdasági megfelelője a vízmegtartó mezőgazdaság. A vizek gyors levezetésére optimalizált mezőgazdasági gyakorlat a klímaváltozás hatásai miatt elsivatagosodó területeken egyre inkább fenntarthatatlan. A vízmegtartó gazdálkodás helyben tartja a hagyományosan elvezetett többletvizet is, tudatosan vállalva ezzel akár erőteljesen belvizes, művelésre alkalmatlan területek kialakulását is.
A vízmegtartás fejlesztése mind a városi, mind a mezőgazdasági környezetben más logikára épül, mint a korábbi, általánosan elterjedt tervezési gyakorlat. Bevezetésükhöz ezért szemléletformálásra és sok esetben a jogszabályi környezet átalakítására is szükség van. 
A fejlesztések forrásigénye jelentős, megvalósításuk az érintett területeken több évtizedes folyamat. Mindezek a nehézségek viszont eltörpülnek azok mellett a káros hatások mellett, amik akkor érik a városok és a mezőgazdasági területek vízháztartását, ha elmarad a vízmegtartó képesség fejlesztése.